# Busby Islet Conservation Park
Busby Islet Conservation Park är en park i Australien. Den ligger i delstaten South Australia, omkring 120 kilometer sydväst om delstatshuvudstaden Adelaide. Den ligger på ön Busby Islet.
Trakten är glest befolkad. Närmaste större samhälle är Kingscote, nära Busby Islet Conservation Park. 
Genomsnittlig årsnederbörd är 753 millimeter. Den regnigaste månaden är juni, med i genomsnitt 143 mm nederbörd, och den torraste är januari, med 21 mm nederbörd.